# ماريا أنجيلكا
ماريا أنجيلكا (بالبرتغالية: Maria Angélica Gonçalves da Silva‏) (10 يناير 1966 في البرازيل - ) هي لاعبة كرة سلة برازيلية في مركز الهجوم خلفي، شاركت في 1997 FIBA Americas Championship for Women ‏ وكأس العالم لكرة السلة للنساء 1983 وكأس العالم لكرة السلة للنساء 1998 و1989 FIBA Americas Championship for Women ‏ ودورة الألعاب الأمريكية 1983 ودورة الألعاب الأمريكية 1987 والألعاب الأولمبية الصيفية 1996.

## وصلات خارجية
- ماريا أنجيلكا على موقع الاتحاد الدولي لكرة السلة (الإنجليزية)
- ماريا أنجيلكا على موقع الاتحاد الدولي لكرة السلة (الإنجليزية)
- ماريا أنجيلكا على موقع سبورتس رفرنس (الإنجليزية)
- ماريا أنجيلكا على موقع أوليمبيديا (الإنجليزية)
- ماريا أنجيلكا على موقع اللجنة الأولمبية البرازيلية (البرتغالية)